# Олбани (Индијана)
Олбани (енгл. Albany) град је у америчкој савезној држави Индијана.

## Демографија
По попису из 2010. године број становника је 2.165, што је 203 (-8,6%) становника мање него 2000. године.
| Група             | 2000.         | 2010.         |
| Белци             | 2.330 (98,4%) | 2.096 (96,8%) |
| Афроамериканци    | 10 (0,4%)     | 13 (0,6%)     |
| Азијати           | 1 (0,0%)      | 5 (0,2%)      |
| Хиспаноамериканци | 3 (0,1%)      | 24 (1,1%)     |
| Укупно            | 2.368         | 2.165         |